# Haschüt
Haschüt is een Duits historisch merk van motorfietsen.
De bedrijfsnaam was: Motorradbau Hans Schütze, Dresden
Hans Schütze begon in 1929 met de productie van eenvoudige, lichte en goedkope motorfietsjes waarvoor hij 172cc-Villiers-inbouwmotoren gebruikte. Ondanks de Duitse crisis wist hij het tot in 1932 vol te houden, maar toen werd de productie beëindigd.